# 伊朗盲鯉
伊朗盲鯉（学名：Iranocypris typhlops）为輻鰭魚綱鯉形目鲤科的其中一種，被IUCN列為次級保育類動物，分布於亞洲伊朗底格里斯河流域，為特有種，本魚全身乳白色，眼盲，體長可達4.5公分，棲息在洞穴。